# ششمین دوره جوایز بفتا
 ششمین دوره جوایز بفتا (به انگلیسی: 6st British Academy Film Awards) در سال ۱۹۵۳ به افتخار فیلم ۱۹۵۲ در لندن برگزار شد .

## جوایز و نامزدها

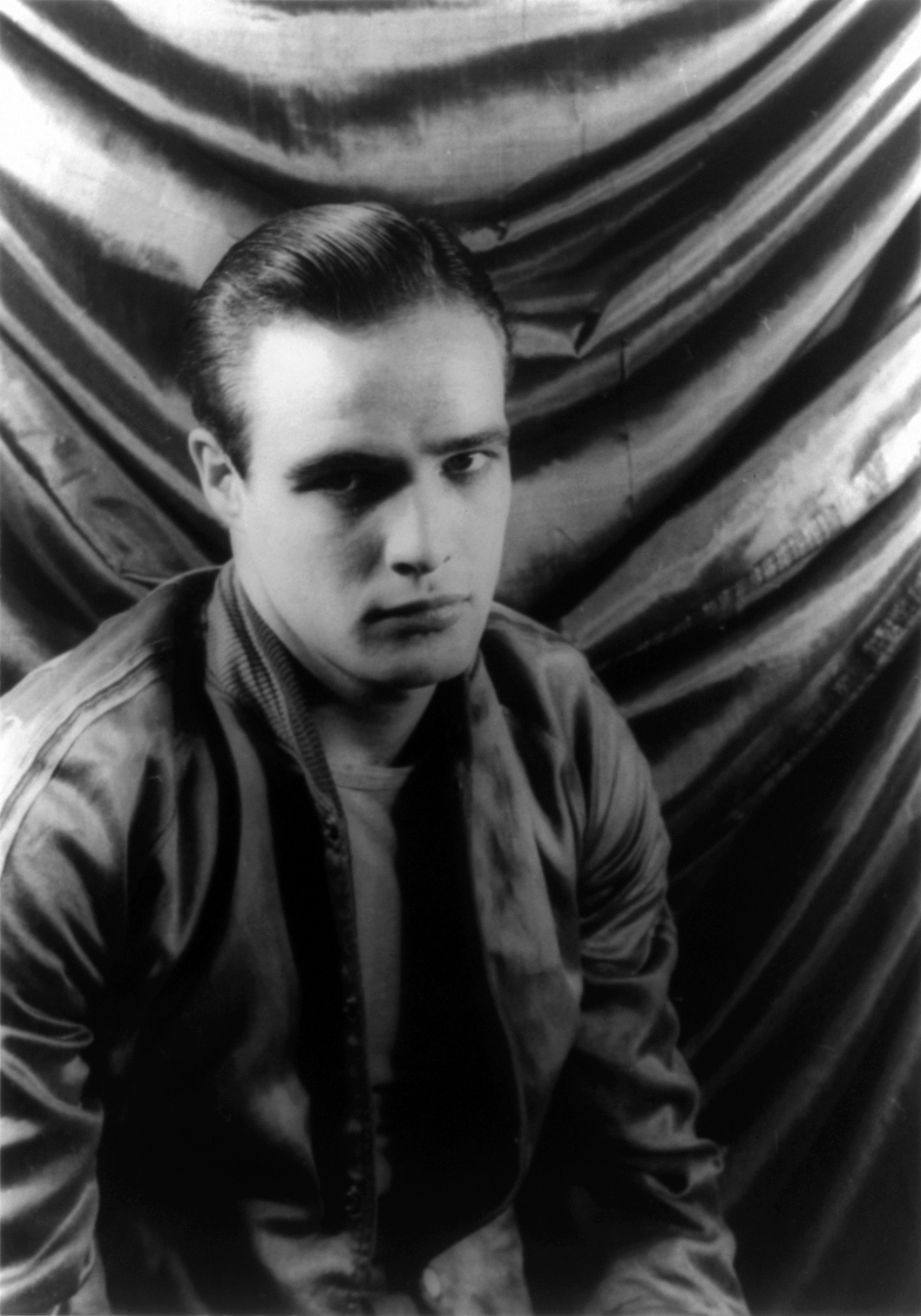
مارلون براندو، برنده بهترین بازیگر نقش اول مرد خارجی

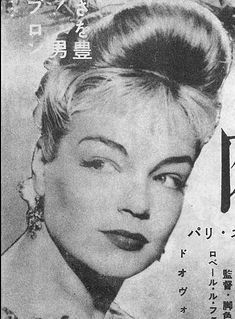
سیمون سینیوره، برنده بهترین بازیگر نقش اول زن خارجی

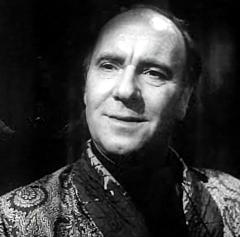
رالف ریچاردسون، برنده بهترین بازیگر نقش اول مرد بریتانیا

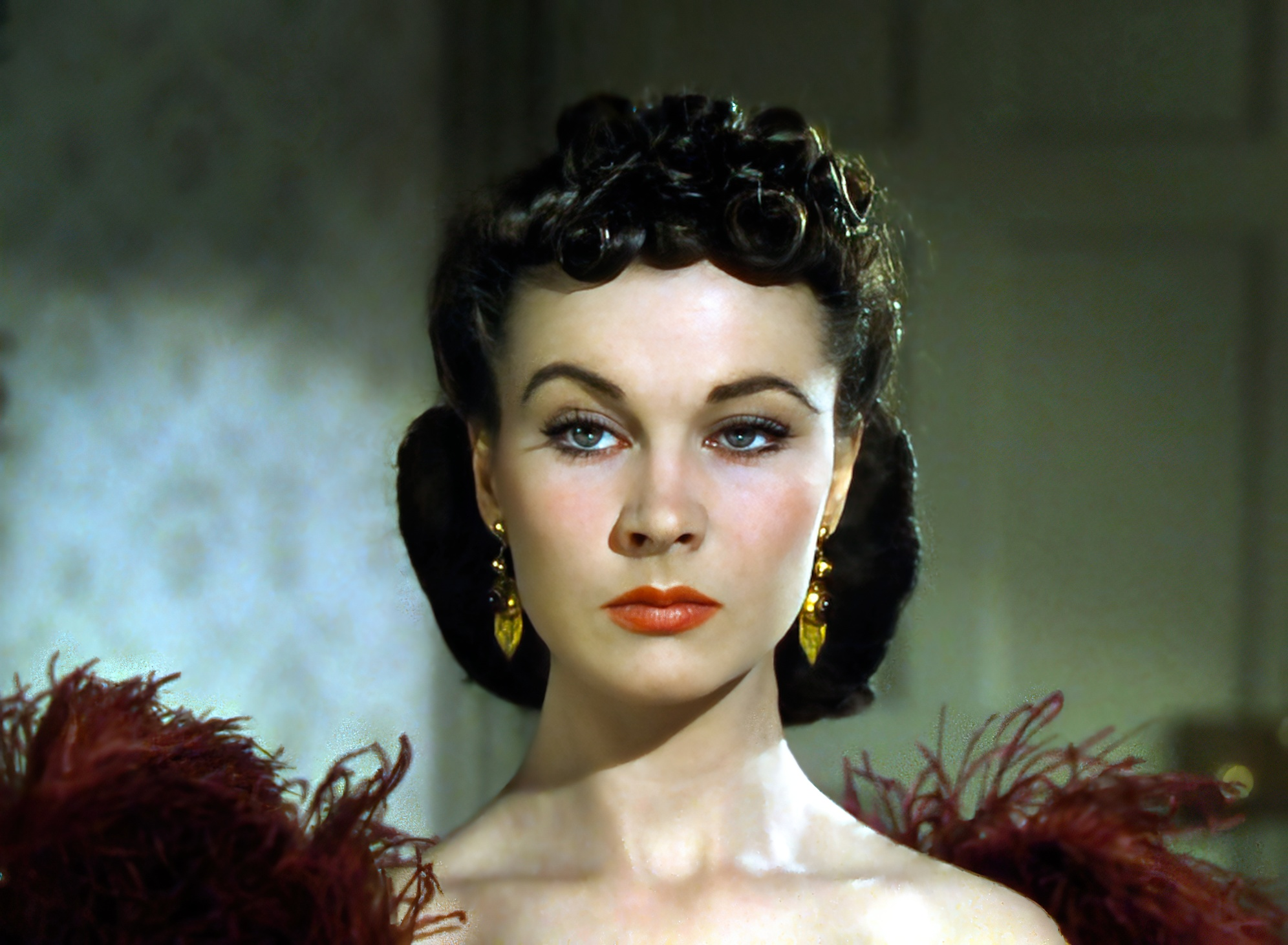
ویوین لی، برنده بهترین بازیگر نقش اول زن بریتانیا

### بهترین بازیگر نقش اول مرد خارجی
مارلون براندو برای فیلم اتوبوسی به نام هوس (فیلم ۱۹۵۱) 
- هامفری بوگارت برای فیلم ملکه آفریقایی (فیلم)
- فردریک مارچ برای فیلم مرگ فروشنده
- پیر فرنه برای فیلم Dieu a besoin des hommes
- Francesco Golisano برای فیلم معجزه در میلان

### بهترین بازیگر نقش اول مرد بریتانیا
رالف ریچاردسون برای فیلم دیوار صوتی (فیلم ۱۹۵۲) 
- لارنس الیویه برای فیلم کری (فیلم ۱۹۵۲)
- الستر سیم برای فیلم Folly to Be Wise
- جک هاوکینز برای فیلم Mandy
- جیمز هایتر (بازیگر) برای فیلم آقای پیکویک
- نایجل پاتریک برای فیلم دیوار صوتی (فیلم ۱۹۵۲)

### بهترین بازیگر نقش اول زن بریتانیا
ویوین لی برای فیلم اتوبوسی به نام هوس (فیلم ۱۹۵۱) 
- سیلیا جانسون برای فیلم I Believe In You
- فیلیس کالورت برای فیلم Mandy
- آن تاد برای فیلم دیوار صوتی (فیلم ۱۹۵۲)

### بهترین بازیگر نقش اول زن خارجی
سیمون سینیوره برای فیلم کلاه‌طلایی 
- نیکول استفان برای فیلم Les Enfants Terribles
- جودی هالیدی برای فیلم The Marrying Kind
- Edwige Feuillere برای فیلم Olivia
- کاترین هپبورن برای فیلم Pat and Mike

## دیگر جوایز
- بهترین فیلم دیوار صوتی
- بهترین فیلم بریتانیا  دیوار صوتی
- بهترین فیلم مستند  Royal Journey
- جایزه سازمان ملل متحد  بنال وطن